# حكام بلاد الرافدين على مر العصور
نذكر في الثبت الآتي ما توصل اليه المؤرخون في كتابة قوائم الملوك مع سنين حكمهم والسلالات التي تعاقبت على حكم العراق وفق اثبات الملوك التي دونها الكتبة السومريون والبابليون في نحو عام 2000 قبل الميلاد وقد وجدت هذه الاثبات في لارسا ونفر وغيرهما من المدن القديمة واعتمدنا هنا على الترجمة التي عثر عليها في خرسباد ذلك إلى القوائم المدونة على ألواح الطين المتضمنة نصوصا تأريخية أو المؤرخة بأسماء الملوك وأعمالهم. وقد توصل العلماء من مطابقة أسماء هذه القوائم مع المكتشفات الاثرية إلى نتائج باهرة في معرفة أسماء الملوك والسلالات التي تعاقبت على حكم العراق. اما سني حكم اولئك فان المؤرخين يقدرونها بما تيسر لديهم من مقايسات تاريخية بين ملوك الدول المجاورة أو الحروب التي ذكرت في النصوص بين ملك وآخر. ذلك حتى منتصف الألف الثاني قبل الميلاد.
ثم تمكنوا من ضبط سني حكم الملوك الذين حكموا بين (1500 – 900 ق م) مع اختلاف قدره نحو 64 سنة زيادة أو نقصان وذلك حسب اجتهاد مؤرخي تلك المقايسات والنصوص. أما بعد عام 900 ق م ولاسيما في العهد الاشوري فقد ضبط التاريخ لدى اغلب المؤرخين مع اختلاف بسيط قدره سنة واحدة أو سنتان. ذلك نسبة إلى وفاة الملك في نصف السنة أو بدايتها أو نهايتها وعليه فاننا نقدم فيما يأتي التواريخ التي أخذ بها أكثر المؤرخين والتي ذكرت في أغلب الكتب التاريخية والتي يمكن اعتبارها التقدير المقبول لهذه التواريخ وهناك مصادر عديدة في تثبيت هذه التواريخ اهمها:-
- جداول الملوك السومريين
- جدول التاريخ التعاصري الآشوري وفيه ذكر لملوك بلاد آشور ومعاصريهم من ملوك بلاد بابل
- الحوليات التأريخية أو توريخ السنون بأهم الحوادث التي حدثت في تلك السنوات مثلا السنة التي توفي فيها الملك شمشي ادد الثاني أو السنة التي بنتيت فيها زقورة عقرقوف الخ.....

وهي الطريقة الأكثر شيوعا في عمل التقاويم لمعظم سلالات حضارة بلاد وادي الرافدين القديمة خصوصا السلالات البابلية 
- ماذكرته المصادر الأجنبية عن سلالات وملوك ارض الرافدين والتي كانت معاصرة لها مثل المدونات المصرية والحثية وماذكره هيرودت أبو التاريخ عن ممالك العراق القديم
- ما توصل اليه المنقبين والباحثين والمؤرخين من معلومات من خلال النصوص المسمارية والاشارات التاريخية الواردة فيها ومقارنتها مع المصادر الكلاسيكية واعطاء التقدير النسبي المعقول لسنوات حكم الملوك والسلالات وقد اتبع المؤرخون ثلاث مناهج في اعطاء التسلسل التاريخي لادوار حضارة العراق كان انسبها تلك التي اتبعها المؤرخ سدني سميث والتي اتبعها معظم مؤرخي حضارة العراق القديم ومنهم الباحثين العراقيين وابرزهم استاذنا طه باقر والاستاذ الدكتور عامر سليمان والدكتور سامي سعيد الاحمد

## ملوك ما قبل الطوفان
وهم ثمانية حكموا في عصور ماقبل التاريخ أي قبل سنة (3000 ق م) بالنظر إلى التاريخ الحقيقي وأما من الناحية الاسطورية فقبل فيهم انهم حكموا في خمس مدن حقبة طويلة من الزمن يقدرها ثبت الملوك بـ (241200 سنة) ثم حدث الطوفان فأغرق كل شيء. 
اسم الملك المدينة التي حكم فيها مدة حكمه بالسنين بعد الطوفان
1- ألو لم ننكي (اريدو) 28800
2-أللكار ننكي (اريدو) 36000 
3-انمنلو أنا بادتيبيرا 43200 
4- انمنكال أنا بادتيبيرا 28800
5- دموزى الراعي بادتيبيرا 36000
6- انسيبازى أنا لاراك 28800 
7- انمندر أنا سبار (أبو حبة) 21000
8- اوبر دودو شروباك (فارة) 18600

### سلالة كيش الأولى
وبعد الطوفان نزلت الملوكية مرة أخرى من السماء في مدينة كيش وعدد ملوك هذه السلالة ثلاثة وعشرون ملكا حكموا أكثر من (24510 سنوات) اما المؤرخون المعاصرون فقد وضعوا نهاية هذه السلالة في بداية الألف الثالث قبل الميلاد وهم: 

### اسم الملك مدة حكمه بالسنين
1- كا... أور 1200 
2- كولا ندابا أنا 960 
3-بلاكينا تم 900 
4- ننكشلشما
5- بهينا
6- بو أنوم 840 
7- كالبوم 960 
8- قلومو 840 
9- زقاقب 900 
10- أحالب 600
11- مشدا (الأبن) 840 
12-اربيوم (الابن) 720 
13 – اتانا الراعى 1500
14-باليخ (الابن) 400
15 – انمينونا 660 
16- ميلامكيشي (الابن) 900
17 – برسلنونا (الأخ) 1200 
18 – سموك (الابن) 140 
19- تبزكار (الابن) 305 
20- الكوأ 900 
21- ألتا سادوم 1200 
22- انميبرا جيسي 900
(مي براسي جيسي) انتصر على عيلام لعله حكم في نحو عام 2675 ق م 
23- أكا (الابن) عاصر 625 جلجامش وحاربه في نحو عام 2650 ق م 

### سلالة اوروك الأولى
عدد ملوكها اثنى عشر ملكا حكموا (2310 سنوات) اما المؤرخون فقد وضعوا حكم هذه السلالة في بداية الألف الثالث قبل الميلاد وهم: 
اسم الملك مدة حكمه بالسنين 
1- مسكياك جاشر 325
ابن اوتو اله الشمس 
2- انمركار (الابن) 420  / شيد مدينة اور 
3- لو كال بندا الراعي 1200 
4- دموزى (صياد السمك) 100 
5- جلجامش حارب أجا ملك كيش 126  ويقدر زمن حكمه في نحو عام 2675 ق م 
6- اورننكال (الابن) 30
7- اوتول كلاما (الابن) 15 
8- لباشر 9 
9- اننون دارا أنا 8 
10- مسخى (الحداد) 36
11-ميلام أنا 6
12- لوكال كيتو 36

### سلالة اور الأولى
عدد ملوكها خمسة حكموا (177 سنة) في منتصف الألف الثالث قبل الميلاد بموجب تقدير المؤرخين وذلك في بداية فجر السلالات الثالث وقد اغفل ثبت الملوك اسم (آني بدا) وكذلك اسمي مس كلام شر (مس كلام دك) والاميرة شبأد. مع انه وجدت لهؤلاء آثار كثيرة ومهمة جدا في اور ومنها المقبرة الملكية الشهيرة. 
اسم الملك مدة حكمه بالسنين
1-مس آني بدا يقع زمن حكمه في بداية عصر 40
لجش أي في نحو عام 2475 ق م بالاصل 80 
2-آني بدا بالاصل لم تذكر مدة حكمه 40 
3- مسكياك ننا (الابن) عاصركلبوم ملك كيش وعاصر 36
انشاكوش آنا ملك اوروك 
4- ايلولو 25
5- بالولو قضى عليه (أي انا تم) 36 

## ملك لجش

### سلالة اوان العيلامية
قام منها ثلاثة ملوك حكموا (356سنة) في شرقي بلاد سومر وذلك في منتصف الألف الثالث قبل الميلاد في أواخر عهد سلالة اور الأولى. 
سلالة كيش الثانية 
عدد ملوكها ثمانية حكموا (3195 سنة) وذلك في منتصف الثالث قبل الميلاد وعاصروا أواخر عهد سلالة اوروك الأولى وبداية عهد سلالة اور الأولى والمعتقد أن زمن الملك العظيم ميسيلم يقع في هذه السلالة والذي حكم في نحو عام (2600 ق م) وان اغفل ثبت الملوك ذكره. 
اسم الملك مدة حكمه بالسنين 
1- سو... (لاخ -) 201 
2- دداسك؟
3- مما كلا (ماكلكلا) 360
4- كلبوم (الابن) عاصر ايلولو ملك اور وقضى 195
على سلالة أوان العيلامية 
5-شيأ (كوأ) عاصر اورنانشه ملك لجش 360
6- كاشبنونا (اورننا) تغلب عليه انشاكوش انا ملك 180
اوروك 
7- (ابيني) (أنبي عشتار) 290 
8- لوكالمو 360

### سلالة خمازي
قام منها ملك واحد وهو انيش (هنانيش) حكم (360 سنة) وذلك في منتصف الألف الثالث قبل الميلاد. 

#### سلالة اوروك الثانية
قام منها ثلاثة ملوك حكموا جميعا 480 سنة وذلك في النصف الثاني من الألف الثالث قبل الميلاد في نهاية فجر السلالات الثالث وهم:
اسم الملك مدة حكمه بالسنين 
1- انشاكوش أنا عاصر ايلولو ملك أور واى 60
اناتم ملك لجش 
2- لوكال كنيشه دودو تكرر اسمه في سلالة اور الثانية؟
3- لوكال كيزلزى (الابن) تكرر اسمه في سلالة اور؟
الثانية 

#### سلالة اور الثانية
عدد ملوكها أربعة حكموا (116 سنة) وذلك في النصف الثاني من الألف الثالث قبل الميلاد في نهاية فجر السلالات الثالث وهم: 
اسم الملك مدة حكمه بالسنين 
1- لوكال كنيشه دودو تكرراسمه في سلالة اوروك؟
الثانية
2- لوكال كيزلزى (الابن) تكرر اسمه في سلالة اوروك الثانية؟
3-... جي؟
4- كاكو (الابن) قضى عليه ريموش ملك اكاد؟

### سلالة أدب
قام منها ملك واحد وهو لوكال انيمندو وقد حكم (90 سنة) وذلك في منتصف الألف الثالث قبل الميلاد وعاصر (أي انا تم) و(اين انا تم) ملكي لجش وقضى عليه ملك مارى.
سلالة ماري
عدد ملوكها ستة حكموا (136 سنة) وذلك في منتصف الألف الثالث قبل الميلاد وهنالك غير هؤلاء ممن أغفل ثبت الملوك دكرهم وردت أسماؤهم في نصوص قديمة عثر عليها في مارى. منهم ايكو شماش، لمكي مارى، ايبئيل، آنبو، أما الملوك الستة فهم: -
اسم الملك مدة حكمه بالسنين 
1- أنسود 30
2-... زى (الابن) 17
3-... لوكال 30 
4-... لوكال 20
5-... بي مش ماش 30 
6-... ني 9

### سلالة لجش
لم يتطرق ثبت الملوك إلى هذه السلالة ولكن الحفريات ابانت عن أسماء عشرة من ملوك وامراء هذه المدينة حكموا زهاء (165 سنة) وذلك في منتصف الألف الثالث قبل الميلاد في نحو عام (2520 – 2355 ق م) أي فجر السلالات الثالث. والمعتقد أن زمن دودو الكاتب السومري الشهير يقع في أواسط حكم هذه السلالة أي في نحو عام (2400 ق م). 
اسم الملك زمن حكمه ق م 
1- اور نانشه ابن كونيدو حكم 30 سنة نحو 2520 
2- اكوركال (الابن) قضى على بالولو ملك اور، نحو 2490 
حارب كيش 
3- أي انا تم (الابن) انتصر على ايناكالا ملك اوما عاصر نحو 2470
انشاكوش انا ملك اوروك 
4- اين انا تم (الأخ) حارب اور لوما—5- انتمينا عاصر لوكال انيمندو ملك أدب نحو 2430 
وانشاكوش أنا ملك اوروك ولوكال 
كنكنيش دودو ملك اور 
6- اين انا تم الثاني نحو 2400
7- انتيترزى -
8- انليترزى -
9- لوكال اندا نحو 2370 
10 –اورو كاجينا عاصر (كوباو) ملكة كيش، قضى نحو 2355
عليه لوكال زاكيزى ملك اوروك 

### سلالة اوما
عدد ملوكها ستة حكموا في منتصف الألف الثالث قبل الميلاد أي فجر السلالات الثالث لم يذكر ثبت الملوك أسماءهم وانما عرفناهم من النصوص الأخرى وهم: 
اسم الملك زمن حكمه ق م 
1-ايا نرر -
2- اوش (كيش) نحو 2500
3- ايناكالا عقد صلحا مع (أي اناتم) نحو 2475 
4- اور لوما انتصر على (أين انا تم) لكنه نحو 2425 
خسر امام انتمينا 
5-ايلى—6-اوكش والد لوكال زاكيزى ملك اورك --

### سلالة كيش الثالثة
قام منها ملكة واحدة وهي كوبابا (كوباو) حكمت (100 سنة) وذلك في النصف الثاني من الألف الثالث قبل الميلاد.
سلالة اكشاك 
عدد ملوكها ستة حكموا (99 سنة) وذلك في النصف من الألف الثالث قبل الميلاد وهم: -
اسم الملك مدة حكمه بالسنين 
1- اونزى 30 
2- اوند لولو 12
3- أور أور 6
4- بزر نيراح (بزر ساخان) عاصر كوباو ملكة كيش 20 
5- ايشو ايلو 24
6- شوسن (الابن) 7 

### سلالة كيش الرابعة
عدد ملوكها سبعة حكموا (491 سنة) وذلك في النصف الثاني من الألف الثالث قبل الميلاد وهم: -
اسم الملك مدة حكمه بالسنين 
1- بزر سن ابن كوباو 25 
2- أور زبابا (الابن) عاش سرجون الاكدى في بلاطه 400 أو (6) 
في نحو عام 2350 ق م 
3- سيمو دار 30 
4- اوصى واتر (الابن) 7
5- عشتار موتى 11 
6- أشمي شماش 11 
7-نانيا 7 

### سلالة اوروك الثالثة
قام منها ملك واحد هو لوكال زاكيزى وقد حكم (25 سنة) وذلك في النصف الثاني من الألف الثالث قبل الميلاد في نحو عام (2355 ق م) وهو ابن اوكش آخر ملوك سلالة اوما، قضى عليه سرجون الاكدي في نحو عام (2340 ق م). 

### سلالة الاكديين
وعدد ملوكها أحد عشر ملكا حكموا (181 سنة) وذلك في النصف الثاني من الألف الثالث قبل الميلاد وتقدر بدايتها بسنة (2371 ق م) أو (2350 ق م) أو (2340 ق م) وهم:- 
مدة حكمه بالسنين زمن حكمه ق م زمن حكمه ق م أو زمن حكمه ق م 
(35 هـ) (35 ب) (35 و) 
1- سرجون (شروكين) 56 سنة 2334 – 2279 2350- 2295 2340 – 2284 
2- ريموش (الابن) 9 2278 – 2270 2294 – 2286 2284 – 2275 
3- مانشتسو (الأخ) 15 2269 – 2255 2285 – 2271 2275 – 2260 
37 2254 - 2218 2270 – 2234 2260 – 2223
5- شركلي شرى 25 2217 – 2193 2233- 2209 2223 – 2198
وبعد ذكر هؤلاء الخمسة برتبك ثبت اللوك فيتساءل من الأسماء الآتية ملك ومن هو ليس بملك؟...
6- ايكيكي 7- نانم 8- امي 9- ايلولو 
وحكموا جميعا ثلاث سنوات 2192 – 2190 2208 – 2206 2198 – 2195 
10- دودو 21 2189 – 2169 2205 – 2185 2195 – 2174 
11- شو دورول (الابن) 15 2168 – 2154 2184 – 2170 2174 – 2159 

### سلالة اوروك الرابعة
خمسة ملوك حكموا (30 سنة) بدايتها في نحو (2120 ق م) أو (2220 ق م) وهم: - 
اسم الملك مدة حكمه بالسنين 
1- اور نيجن 7
2- اور جيجر 6
3- كودا 6
4- بزر ايلى 5 
5- اور اوتو (اور ببار) 6 

### سلالة الكوتيين
واحد وعشرون ملكا حكموا (91 سنة واربعين يوما) وذلك حوالي عام (2151 – 2061 ق م) أو (2210 – 2116 ق م) وهم: -
اسم الملك مدة حكمه بالسنين 
1-... (اريدو بيزر) -
2- امتا 3
3- انكيشوش 6
4- سرلاب نحو 2210 ق م 6
5- شولما 6
6- ايلولومش 6 
7- انيبا كش 5
8- اكيشاعوش -
9- أيار لاكب (لارلاكب) 15
10- اياتا 3
11- أيار لنكب (لارلنكب) 3
12- كوروم 1
13-خابيلكن 3
14- ليرايوم 2
15- ارارم 2
16- ابرانم 1
17- خبلوم 2
18- بزرسن 7
19- أيار لكندا (لارلكندا) 7
20- سيوم (لازيراب) 7 
21- تريقان (قضى عليه اوتوخينكال ملك اوروك 40 يوم
اوروك في نحو عام 2116 ق م) 

### سلالة لجش الثانية
قام منها ستة عشر ملكا اغفلهم ثبت الملوك على أن آثارهم المكتوبة ومخلفاتهم وجدت في مدينة لجش وكان حكمهم في نهاية الألف الثالث قبل الميلاد وهم: - 
اسم الملك زمن حكمه ق م 
(35 و)
1- كي – كو – ايد نحو 2280 
2- اينكيلسا نحو 2270
3- اورأ نحو 2250 
4- لوكال اوشومكال، عاصر نحو 2215 
نرامس وشركلي شرى 
5- بوزور ماما -
6- اور اوتو -
7- اور ماما -
8- لوبابا - 
9- لوكولا
10- (اور ايا) كاكو 
11- اور بابا 2164 -2144
12- كوديأ 2144 – 2124
13- اور ننكر سو (الابن) 2124 – 2119
14- بير كميه (اور لاما) 2119 – 1117 
15- اوركار 2117 – 2113
16- نما خاني 2113 – 2109

### سلالة اوروك الخامسة
قام منها ملك واحد هو اوتوخينكل حكم (7 سنوات و6 أشهر و15 يوما) وذلك في نحو سنة (2060 ق م) أو (2053 – 2047 ق م ) أو (2116 – 2110 ق م ) قضى على تريقان آخر ملوك الكوتيين ثم قضى عليه اورنمو ملك اور. 

### سلالة اور الثالثة
عدد ملوكها خمسة حكموا (108 سنوات ) في غضون (2051 – 1945 ق م ) أو (2111 -2003 ق م ) وهم: - 
اسم الملك مدة حكمه زمن حكمه ق م أو زمن حكمه ق م 
بالسنين (35 جـ ) ( 35 و) 
1- اورنمو (اور انكور) 18 2051 -2034 2111 – 2094
2- شلكي (دونكي) 46 – 48 2033 – 1988 2093 – 2046 
3- امرسن «امرسونا» (برسن) 9 1987 – 1979 2045 – 2037
عاصر زاريقو حاكم آشور
4- شوسن (جميل سن) 9 1978 -1970 2036 – 2028
5- ابى سن عاصر اشبي ايرا 25 1969 -1945 2027 – 2003
حاكم ايسن قضى عليه

## العيلاميون

### سلالة ايسن
15 ملكا حكموا ( 226 سنة ) في نحو ( 1957 – 1732 ق م ) أو ( 2017 – 1794 ق م ) وهم: - 
اسم الملك مدة حكمه زمن حكمه ق م أو زمن حكمه ق م 
بالسنين ( 35 ب ) ( 135 , د، هـ، و)
1- اشبي ايرا 33 1953-1921 2017- 1985
2-شوايليشو 10 1920 – 1911 1984 -1975
3-ادن دجان 21 1910 -1890 1974 -1954
4- اشمي دجان 20 1889 -1871 1953 -1935
5-لبث عشتار 11 1870 -1860 1934 – 1924
6- اور ننرتا 28 1859- 1832 1923 -1896
7- برسن 21 1831 -1810 1895 – 1874
8- لبث انليل 5 1809 -1805 1873 -1869
9- ايرا اميتي 8 1804 -1797 1868 -1861
10-انليل باني (البستاني) 24 1796-1770 1860-1837
11- زمبيا 3 1772-1770 1836 -1834 
12-اتربيشا 4 1769 -1767 1833 -1831
13-أور دوكوجا 4 1766-1764 1830 -1828
14- سن ماجر 11 1763 -1753 1827 -1817
15- دمق ايليشو 23 1752 -1730 1816 -1794
(قضى عليه ريم سن ملك لارسة) 

### سلالة لارسة
14 ملكا حكموا ( 264 سنة ) ( 1961 – 1699 ق م ) أو ( 2025 – 1763 ق م ) وهم: 
اسم الملك مدة حكمه زمن حكمه ق م أو زمن حكمه ق م 
بالسنين ( 35 ب ) ( 135 , د، هـ، و)
1- نبلانم 21 1961 – 1941 2025 – 2005 
2- اميصوم 28 1940 – 1913 2004 – 1977
3- ساميوم 35 1912 – 1878 1976 – 1942
4- زبيا 9 1877 -1869 1941 – 1933
5-كونكونوم 27 1868 – 1842 1932 -1906
6-أبي سارة 11 1841 – 1831 1905 – 1895
7- سموايل 29 1830 -1802 1894 – 1866
8-نور أداد 16 1801 -1786 1865 – 1850 
9- سن ادنام 7 1785 -1779 1849 – 1843
10 سن اريبام 2 1778 – 1777 1842- 1841
11- سن اقيشام 6 1776 -1772 1840 – 1836
12- صلي اداد 1 1771 1835 
13- ورد سن ابن 12 1770 – 1759 1834 -1823
كدرمابوك العيلامي 
14- ريم سن (الأخ) 61 1758 -1699 1822-1763
ابن كدرمابوك العيلامي

### سلالة اوروك السادسة
اسم الملك زمن حكمه ق م 
1-سن كاشد نحو 1865 – 1833
2- انام نحو 1821-1817
3-اردنني نحو 1816 – 1810
4- سن اريبا—5- سن كميل --

### سلالة اشنونا
اسم الملك زمن حكمه ق م 
1- ايليشو ايليا
2- نور احوم 
3- كريكيري
4- بلا لاما
5- اشراماش
6- اوصر واسو
7- اور ننمار
8- اور ننكشزيدا
9- أدبي ايراخ
10-ابق أداد الأول
11- ابل بيئل الأول
12-ابق أداد الثاني نحو 1830 
13-نرام سن نحو 1820 
14 –دادوشا (الأخ) نحو 1800
15- ابال بيئل الثاني نحو 1760

### سلالة كيش الخامسة
اسم الملك 
1-اشدوني ارام
2-ماتانا 
3- ديتانا 
4- يابيئم

### السلالات البابلية
وفيما يأتي السلالات البابلية كما وردت في ثبت الملوك (آ، ب), بحسب تقدير ألبرايت وكورنليوس وهي تنقص نحو سنتين عن تقويم شمتكه أو بحسب غيرهما من التقاويم الحديثة الواردة في المرجع ( 35 ) والتي تزيد نحو 64 سنة عن التقاويم السابقة. 
سلالة بابل الأولى 1894 – 1594 ق م 
احد عشر ملكا نحو 300 سنة ( 1830-1530ق م ) أ و(1894 -1594 ق م) وهم.. 
اسم الملك مدة حكمه زمن حكمه ق م أو زمن حكمه ق م أو زمن حكمه ق م 
بالسنين ( 35 جـ) (35 ب ) (135 , د، هـ، و)
1- آبوم 14 1832- 1819 1830-1817 1894-1881
2- سمولا ايل 36 1818 – 1783 1816-1781 1880 – 1845
3- سيبوم 14 1782-1769 1780 – 1767 1844- 1831
4- ايبل سن 18 1768 -1751 1766- 1749 1830- 1813
5- سن مبلط 20 1750-1731 1748-1729 1812-1793
6-حمورابي 43 1730- 1688 1728- 1686 1792 -1750
7-سمسو ايلونا 38 1687 -1650 1685-1648 1749- 1712
8- ابي ايشو (خ) 28 1649 -1622 1647-1620 1711- 1684
9- امي ديتانا 37 1621 -1585 1619-1583 1683-1647
10-امي صدوقا 21 1584-1564 1582- 1562 1646- 1626
11-سمسو ديتانا 32 1563 -1533 1561-1530 1625-1594

### سلالة القطر البحري الأولى
وتسمى أيضا سلالة بابل الثانية وعدد ملوكها أحد عشر ملكا حكموا ( 368 سنة ) في بداية القران الثامن عشر قبل الميلاد في نحو عام ( 1742 ق م ) وهم: -
اسم الملك مدة حكمه بالسنين
1- ايلوما – (ايلوم) 60
2-اتيلي نيبي 56
3- دمق ايلي – (شو) 36
4-اشبا (اشكيبال) 15
5- شوشي (الأخ) 24
6-حلكياش ( كولكيشر 55
7- بشكال – (درامش) 50
8- أيدارا – (كالاما) 28
9- ايكورول – (ايكور اولان) 26 
10- ميلاما – (كوركولا) 7
11- اياكا – (اياكاميل) 9

### سلالة الكشيين
ويقال لسلالتهم أيضا سلالة بابل الثالثة وعدد ملوكهم 36 ملكا مدة حكمهم 576 سنة ويقدر المؤرخون المعاصرون ان الكشيين قد استولوا على بابل سنة ( 1532 م) أو ( 1580 م ) وحكموا جنوبي العراق إلى سنة ( 1160 ق م ) أو ( 1157 ق م ) وهناك اختلاف في تسلسل أسماء الحكام من رقم 6 إلى رقم 19 : -
اسم الملك مدة حكمه زمن حكمه ق م زمن حكمه ق م 
بالسنين ( 35 ج ) (35 هـ، و)
1- كنداش 16 1680-1665 1746-1731
2- آكوم الأول (يوكاشم) 22 1664-1643
3-كاشتلياش الأول 22 1642 -1621
4-أوشي 8 1620 – 1613
5-أبي رقاش - 1612
6- أول يكورماش 
7- خربا (شباك) شيخو 22 -
8-تبتكري 
9- آكرم الثاني (كاكريمه) استولى 18 1602 -1585
على بابل في عام 1595 ق م أو1580 ق م أو 2 /1530 ق م 
10- برنابرياش الول عاصر بزر آشور الثالث 
11-كشتلياش الثاني 
12- اولمبرياش استولى على بلاد 
القطر البحري في نحو عام 1450 ق م أو 1517 ق م 
13- آكوم الثالث 
14- كراينداش عاصر آشور بيل نشيشو19 1445-1427 وصل طثموسس الثالث إلى نهر الفرات 
15- كدشمان خربا الأول عاصر امنوفيس الثاني (1438-1412 ق م )
16-كوريكلزو الأول عاصر امنوفيس الثاني  ( 1438-1412 ق م )  شيد مدينة دوركوريكلرو (غقرقوف)
17- كدشمان انليل الأول عاصر امنوفيس الثالث  ( 1402-1364 ق م )
18- برنابرياش الثاني عاصر امنوفيس الرابع 29 1375 -1347 (اخناتون) ( 1364-13347 ق م )
19- كدشمان خربا الثاني عاصر آشور اوبلط الأول (1365 – 1330 ق م )
20- كراخرداش -
21- نأرى بوكاش  
22- كوريكلزو الثاني (ابن برنابرياش) 22 1335-1314 1345- 1324 
23-نازى مروتاش الثاني 26 1313-1288 1323-1298
24-كدشمان تورجو 18 1287-1270 1297-1280
25-كدشمان انليل الثاني 12 1269-1258 1279-1265
26-كدر انليل 6 1257-1252 1264- 1255
27- شكركتي شورياش 13 1251-1239 1255-1242
28-كشتلياش الثالث 8 1238-1231 1242-1235
29- انليل نادن شمي الول 1,5 1230- 1229 1234-1228
30-كدشمان خربا الثالث 1,5 1229-1228 1227-1225
31-أداد شم ادن 6 1227-1222 1224-1219
32- أداد شم اوصر 30 1221-1192 1218-1189
33- ميلي شباك (شيخو) 15 1191-1177 1188-1174
34-مردوك أبلا ادن الأول (مردوخ بلدان) 13 1176-1164 1173-1161
35-زبابا شم ادن 1 1163 1160
36- انليل نادن أخي 3 1162- 1160 1159- 1157

### سلالة ايسن الثانية
(سلالة باشي) 
وتسمى أيضا سلالة بابل الرابعة وعدد ملوكها أحد عشر مالكا حكموا ( 132 سنة ) ( 1159 – 1028 ق م ) أو ( 1156 – 1025 ق م ) وهناك اختلاف في تيسلسل حكم بعض ملوك هذه السلالة في قوائم قديمة وهم: -
اسم الملك مدة حكمه زمن حكمه ق م أو زمن حكمه ق م 
بالسنين ( 35جـ) (35 هـ، و)
1- مردوك كبث اخيشو 18 1159- 1143 1156-1139
2- آتي مردوك بلاطو 9 - 1138-1131
3-ننورتا نادن شمي 6 1142- 1137 1130-1125
4- نبوخذ نصر الأول 24 1136 -1113 1124- 1103 (عاصر آشور ريش اشي)
5- انليل نادن ايلي 6 1112 -1107 1102-1099
6- مردوك نادن أخي 7 1106-1091 1098-1081 ( 0 آتي مردوك بلاطو ) - ( 1115- 1104 )
7- مردوك شابك زيري (ماتي) 8 - 1080-1068
8-أداد ابال ادن (أداد ابلا ادنا) 22 1068- 1047 1067- 1046
9- مردوك آخي اريبا؟ 1046 1045 
10- مردوك زير.. 12 1405- 1034 1044 – 1033
11- نابوشم ليبور 8 1033 – 1028 1032-1025 

### سلالة القطر البحري الثانية
وتعرف بسلالة بابل الخامسة وعدد ملوكها ثلاثة حكموا 21 سنة ( 1027-1007 ق م ) أو ( 1024 – 1004 ق م ) وهم:- 
اسم الملك مدة حكمه زمن حكمه ق م أو زمن حكمه ق م 
بالسنين (35جـ) (35 هـ، و)
1- شماش شباك (سمبارشباك) 18 1027- 1010 1024-1007
2- اياموكن (شمي) – زيرى 5 أشهر 1010- 1007-
3-كشونادن أخي 3 1009- 1007 1006 – 1004

### سلالة باصور ( بازي )
وتعرف بسلالة بابل السادسة عدد ملوكها ثلاثة حكموا 20 سنة ( 1006-987 ق م ) أو ( 1004 -985 ق م ) وهم: -
اسم الملك مدة حكمه زمن حكمه ق م أو زمن حكمه ق م 
بالسنين ( 35 جـ ) ( 35 هـ، و) 
1- أي الماش شمي 17 1006-990 1004-988
2-ننورتا كودرى اوصر 3 989-987 987- 985
3- شرقي شوقاموتا 3 أشهر 987 985

### سلالة عيلامية
ويقال لها سلالة بابل السابعة قام منها ملك واحد وهو (ماربيتي ابلاوصر) حكم 6 سنوات ( 986-981 ق م ) أو ( 984 – 979 ق م ). 

### سلالة بابل الثامنة
980-732 ق م 
اسم الملك مدة حكمه زمن حكمه ق م 
بالسنين ( 35 هـ، و) 
1- مبوموكن ابلي 36 980-945
2- نتورتا كودرى اوصر 8 أشهر و12 يوما 945
3- ماربيتي أخي ادن 944- 932 
4-شمش مدمق عاصر أداد نيراري الثاني 931- 891
5-نابو شم اوكن عاصر أداد نيراري الثاني 890-876
6- نابو ابلا ادن عاصر شلمنصر الثالث 875-842
7-مردوك بيل اوساة عاصر شلمنصر الثالث 841
8- مردوك زاكرشمي الأول استولى شلمنصر على بابل 841- 818 
9- مردوك بلاطواقبي عاصر شمشي اداد الخامس 817- 805 
ورد أسماء ولاة بابليين مثل بابا آخي ادن،  
مردوخ بيل زييرى، مردوك ابلا اوصر ثم تسلم الحكم في بابل: 805-802
10- اريبا مردوك 802-763
11- نابوشم اشكن 762-748
12-نابو ناصر 14 747-734 
13- نابو نادن زيرى 2 733-732 
14-نابوشم اوكن الثاني ا شهرا و13 يوما 732 

### سلالة بابل التاسعة
731-627 ق م 
اسم الملك مدة حكمه زمن حكمه ق م زمن حكمه ق م 
بالسنين في بابل في آشور 
(35جـ، و) ( 35 جـ، و 
1- اوكن زير (نابوموكن زيرى) 3 731-729 
2-بولو ( وهو تجلاتبلاسر الثالث 2 729-727 745-727
الآشوري) استولى على بابل وحكمهابهذا الاسم 
3-اولولو (اولولايو) وهو شلمنصر 5 726- 722 727- 722
الخامس
4- مردوك ابلا ادن الثاني 12 721- 710
(مردوخ بلدان الثاني)
5-سرجون الثاني الآشوري 5 710-705 722-705
6-سنحاريب الآشوري 2 704-703 705-681
7-ردوك زاكرشمي الثاني شهر واحد 703
8- ردوك ابلا ادن الثاني 9 أشهر 703
9- بيل ابني 3 703-700
10- آشور نادن شمي 6 699- 694 
11-نرجال اوشزب 1,5 693 
12-مشزب مردوك 4 692-689
13-سنحاريب الآشوري 8 688-681 705-681
(استولى على بابل)
14-أسرحدون الاشوري 12 680-669 681-669
15-شمش شم اوكن 20 668-648
16-كندلانو 22 648- 627 

## الآشوريون
وفيما يأتي اثبات الملوك الآشوريين على ما في قوائم خرساد وغيرها من المصادر وذلك نقلا عن كتب مختلفة ورد بعضها في الهامش ( رقم 35 ). 

### العهد الآشوري القديم
اسم الملك 
1-توديا
2- ادمو
3- ينجي 
4-كتلمو 
5- خرخرو
6- مندرو
7- امصو
8- خرصو
9-ديدانو
10- خنو 
11-زو أبو
12-نو أبو
13-أبازو
14-بلو
15- ازراخ
16-اوشبيا
17-ابيأ اشل (الابن)
18- خالي (الابن)
19- سمانو 
20-خيانو 
21-ابلومير 
22-يكميسي
23-يكميني
24-يزكر ايلو
25-ايلاكبكبي
26-أمينو
27- سوليلي 
28-كيكيا
اسم الملك زمن حكمه ق م 
(35 و)
29-أكيا (زاريقم) نحو 2000
30-بزر آشور الأول نحو 1960
31- شالم أخي (شلماخم) نحو 1940 
32- ايلوشوما (عاصر سموآ بوم البابلى) نحو 1920
33- ايريشوم الأول نحو 1900 
34-ايكونوم نحو 1880
35- شرومكين (سرجون الآشوري الأول) نحو 1860 
36- بزر آشور الثاني نحو 1840
37- نرامسن نحو 1820
38- ايريشوم الثاني نحو 1815 
اسم الملك مدة حكمه زمن حكمه ق م أو زمن حكمه ق م أو زمن حكمه ق م
بالسنين ( 35 جـ ) ( 35 هـ ) ( 35 و)
39-شمشي أداد الأول (شمشي أدو) 33 1753- 1721 1815-1782
40-اشمي دجان الأول 40 1720-1681 1781- 1742 
41- آشور دجل 6 1680 – 1675
42-آشور ابلا ادى 
43- ناصر سن
44- سن نامر حكام مجهولو النسب حكموا خلال هذه الفترة 
45- ابقي عشتار ( 1674 ) 1741-1716
46- أداد صلولو 
47- اداسي 1716- 1687 
48- بيلوباني (الابن) 10 1673 – 1664 1686-1677
49-لباي (شباي) (لبايو) 17 1663- 1647 1676 – 1660
50- شرما أداد الأول 12 1646- 1635 1659 -1648 
51- ابترسن (جزل سن) 12 1634 – 1623 1647 – 1636 
52- بزايو (زمزاي) 28 1622 – 1595 1635 – 1608 
53- لولايو 6 1594 – 1589 1607 – 1602 
54- شوننوأ (كيد ننوأ) 14 1588- 1575 1601 – 1588 
55- شرما أداد الثاني 3 1574- 1572 1587- 1585 
56- ايريشو الثالث 13 1571 – 1559 1584- 1572 
57- شمشي أداد الثاني 6 1558 – 1553 1584 – 1572 
58- أشمي دجان الثاني 16 1552 - 1537 1565 – 1550 
59- شمشي أداد الثالث 16 1536 – 1521 1549 – 1534 
60- آشور نراري الأول 26 1520-1495 1533 -1508 
61- بزر آشور الثالث 14 1494 – 1481 1507 – 1484 
62- انليل ناصر الأول 13 1480 – 1468 1483 – 1471 
63 – نور ايلي 12 1467 – 1456 1470 – 1459 
64- أشور نادن آخي الأول 1456 1459 
65- آشور رابي 12 1455- 1444 1458 – 1439 
66- آشور نادن آخي الأول 13 1443 – 1431 1438 – 1429 
67- انليل ناصر الثاني 6 1430 – 1425 1428- 1423
68- آشور نراري الثاني 7 1424 – 1418 1422 – 1416 
69 –آشور بيل نشيشو عاصر كرينداش 9 1417-1409 1415- 1407 1419- 1411
70 – آشور ريم نشيشو 8 1408 – 1401 1406 -1399 1410-1403
71- آشور نادن أخي الثاني 10 1400- 1391 1398- 1389 1402 -1393 
72- أريبا أداد الأول 27 1390 – 1364 1388 – 1362 1392- 1366

### العهد الآشوري الوسيط
1365 – 912 ق م 
اسم الملك مدة حكمه زمن حكمه ق م أو زمن حكمه ق م أو زمن حكمه ق م
بالسنين ( 35 جـ ) (35 هـ ) (35 و) 
73- آشور ابط الأول 36 1363 -1328 1361- 1326 1365 -1330
74- انليل نراري 10 1327 – 1318 1325- 1316 1329-1320
75- ارك دان ايلو 12 1317 – 1306 1315-1304 1319-1308
76-اداد نراري الأول 32 1305 -1274 1303-1272 1307 1275
اسم الملك مدة حكمه زمن حكمه ق م أو زمن حكمه ق م أو زمن حكمه ق م 
بالسنين ( 35 جـ ) ( 35 هـ ) ( 35 و) 
77- شلمنصر الأول 30 1273-1244 1271-1242 1274-1245
78- تكلتي ننورتا الأول 37 1243 – 1207 1241- 1205 1244-1208
79- آشور نادن ايلي 3 1206 -1203 1204-1201 1207-1204
80- آشورنراري الثالث 6 1202 -1197 1200-1195 1203-1198 
81-انليل كدر اوصر 5 1196-1192 1194-1190 1197-1193
82-ننورتا تكلتي آشور 13 1191-1179 1189-1177 1192-1180
83-آشور دان الأول 46 1178-1133 1176-1133 1179-1134
84- ننورتا تكلتي آشور 1 1132 1133 1133
85-موتكل نسكو (الأخ) 1 1131 1132 1133
86-آشور ريش اشي الأول 18 1130-1113 1132- 1115 1133-1116 
87-تجلا تبلاسر الأول 39 1112-1074 1114-1076 1115-1077
88-اشاريد ابال ايكور 2 1073-1072 1075-1074 1076-1075
89-آشور بيل كلا 18 1071-1054 1073-1056 1074-1057
90-ايريبا اداد الثاني 2 1053-1052 1055-1054 1056-1055
91- شمشي اداد الرابع 4 1051-1048 1053-1050 1054-1051
92-آشور ناصر بال الأول 19 1047-1029 1049-1031 1050-1030
93-شلمنصر الثاني 12 1028-1017 1030-1019 1029-1016
94-آشور نراري الرابع 6 1016-1011 1018-1013 1015-1010
95-آشور رابي الثاني 41 1010-970 1012-972 1010-970 
96-آشور ريش اشي الثاني 5 969-965 971-967 970-966
97-تجلا تبلاسر الثاني 32 964-933 966-935 966-935
98-آشور دان الثاني 23 932- 910 934-912 935-912

### العهد الآشوري الحديث

#### الامبراطورية الآشورية الأولى
912-745 ق م 
اسم الملك مدة حكمه زمن حكمه ق م أو زمن حكمه ق م أو زمن حكمه ق م 
بالسنين ( 35 جـ ) (35 هـ ) ( 35 و) 
99-اداد نراري الثاني 21 909- 889 911- 891 912- 891
100- تكتي ننورتا الثاني 5/7 888-884 890-884 891-884
101-آشور ناصربال الثاني 25 883-859 883-859 884-858
102- شلمنصر الثالث 35 858-824 858-824 858-824
103-شمشي اداد الخامس 14 823-810 823-810 824-811
104- اداد نرارى الثالث 28 809-782 810-782 811-781
شمورامات (سمير اميس) الولدة
105-شلمنصر الرابع 10 781- 772 781- 772 781- 772
106-آشور دان الثالث 18 771- 754 771- 754 772- 754
107-آشور نرارى الخامس 8 753- 746 753- 746 754-745

#### الامبراطورية الآشورية الثانية 745-612 ق م
اسم الملك مدة حكمه زمن حكمه ق م أو زمن حكمه ق م 
بالسنين ( 35 جـ ) ( 35 و) 
108- تجلاتبلاسر الثالث 19 745-727 745- 727
109-شلمنصر الخامس 5 726-722 727-722
110-سرجون الثاني 17 721-705 722-705
111-سنحاريب 24 704-681 705- 681
112- اسرحدون 12 680-669 681-669
113-آشور بانيبال 42 668-626 669-629
114-آشوراتيل الآني 5 (؟) 625-621 629-627 
115- سن شر ليشر - 621 627
116- سن شراشكن 9 620-612 627- 612 
(سقوط الدولة الآشورية) 
117- آشور اوبلط الثاني 6 611- 606 612- 609

## الدولة الكلدانية

### العهدالبابلي الاخير 626- 539 ق م
وهي سلالة بابل العاشرة وتسمى بالدولة البابلية الأخيرة وعدد ملوكها ستة حكموا نحو 88 سنة وهم:
اسم الملك مدة حكمه زمن حكمه ق م أو زمن حكمه ق م 
بالسنين (35 جـ ) ( 35 و) 
1- نبوبلاسر 21 625-605 626-605
2- نبوخد نصر الثاني 43 604-562 605 -562 
3- اميل مردوك 2 561- 560 562 -560 
4- نركال شر اوصر (نركلصر) 4 559 -556 560 -556 
5-لباشي مردوك 9 أشهر 556 556
6- نبونيد – بيل شاصر 17 سنة 555-539 556-539

## الفرس الاخمينيون 538-331 ق م
وعددهم 14 ملكا حكم منهم 12 ملكا في العراق مدة 208 سنوات ( 538- 331 ق م ) وهم: -
اسم الملك مدة حكمه زمن حكمه ق م 
بالسنين 
1- كورش الأول في إيران 
2- قمبيزالاول في إيران - 600- 559
3-كورش الثاني الكبير في إيران 31 559-529 
في العراق 
4-قمبيز الثاني 8 529-522
5- سميرد 1 522- 521 
6- دارا الأول درياوش 37 521-486
7-احشو يرش الأول 21 486- 465
8- ارتحششتا الأول 42 465- 425 
9- احشو يرش الثاني 45 يوما 425
10-دارا الثاني (نوثوس) 21 424- 405 
11- ارتحششتا الثاني (زينقون) 46 405- 358
12- ارتحششتا الثالث (اوخس) 22 358-338
13- ارسيس 3 338-336
14- دارا الثالث (كود زمانوس) 6 336- 331
قضى عليه الاسكندر الكبير 
ثم فتح الاسكندر المقدوني بابل عام ( 331 ق م ) وبعد رجوعه من الهند توفي في بابل عام ( 321 ق م ) أو عام ( 323 ق م ) وتلاه في حكم العراق اتباعه السلوقيون..

## السلوقيون 312- 139 ق م
وعددهم 17 ملكا حكم منهم 14 في العراق مدة 176 سنة ( 312 / 313 – 139 ق م ) واستمر حكم الباقي منهم في سوريا إلى عام ( 95 ق م ) ثم إلى ( 64 ق م ) هذا مع العلم أن السنة السلوقيه الأولى تبدأ في عام ( 311ق م ) وهم: -
اسم الملك زمن حكمه ق م 
1- سلوقس الأول (نيقاطور، الغالب) ( 305 / 281 ) أو 312/ 313-281
2- انطيوخس الول (سوطير، المخلص) 280-261 
3- انطيوخس الثاني (ثيوس، الإله) 261-246
4- سلوقس الثاني (كالينيوس) 246-226 
5- سلوقس الثالث (سوطير) 226- 223 
6- انطيوخس الثالث (الكبير) 223- 187 
7- سلوقس الرابع (فيلوباطور) 187- 175 
8- انطيوخس الرابع (ابيفان) 175- 164 
9- انطيوخس الخامس (يوباطور) 164- 162 
10- ديمتريوس الأول (سوطير) 162-150
11- السكندر بالا 150 – 145 
12- ديمتريوس الثاني (نيقاطور) 145-39 / 140
13- انطيوخس السادس 144-1 / 142 
14- انطيوخس السابع (سيديت) قضى عليه متريدات الأول 139- 129 
ملك الفرثيين وطرده من العراق 
15- ديمتريوس الثاني (نيقاطور) حكم في سوريا 129- 125 
- كليو باطرة (ثيا) – (سلوقس الخامس) – انطيوخس الثامن (جريبوس) 125-121
16- انطيوخس الثامن (جريبوس) 121- 96
17- انطيوخس التاسع (سيزيسنوس) 115- 95 
وهناك ثمانية حكام آخرين لم يكن لهم شأن كبيرفي الحكم بالنسبة للعراق آخرهم 
انطيوخس الثالث عشر حكم في شمال سوريا إلى سنة 64 قبل الميلاد.

## الفرثيون 250 ق م – 226 م
وهم 42 ملكا حكم منهم في العراق مدة 478 سنة ( 250 ق م 226 م ) وتعرف سلالتهم بالسلالة الارشاقية مع العلم أن السنة الفرثية الولى تبدأ بعام ( 247 ق م ) وهم: - 
اسم الملك زمن جكمه ق م 
1- ارشاق الأول 250- 248 
2- تيريدات الأول (الأخ) 248 – 211 
3- ارشاق الثاني 211- 190
4- افرها فاطا 190- 175 
5- افراهاط الأول 175 – 170 
6- متريدات الأول. قضى على انطيوخس السابع (سيديت) 170- 138 
السلوقي واستولى على العراق سنة 139 ق م 
7- افراهاط الثاني 138- 127
8- ارطبان الأول 127- 124 
9- همير 124- (؟) 
10- متريدات الثاني (الكبير) 123- 88
11- ارطبان الثاني 88- 76
12- سيناطروق 76- 70 
13- افراهاط الثالث 70-57 
14- ؟ 57
15- متريدات الثالث 57- 54
16- اورود الأول 57- 37
17- باقور (فاقور) الأول 37 
18- افراهاط الرابع 37-2
19- تيريدات الثاني ( 32-31 ) -26 
20- افراهاط الخامس 2 ق م -5 م 
زمن حكمه م 
21- اورود الثاني 5-7
22-اونون الأول 8-11
23- ارطبان الثالث 11-40
24-تيريدات الثالث؟ -36 
25- سينامو؟ -37
26- وردان الأول 40-45
27- جوتارز 41-51
28- اونون الثاني 50-51
29- ميريدات 49- 50
30-اولغاش الأول 51- 77
31-وردان الثاني؟ -55
32- باقور الثاني 77-109
33-ارطبان الرابع 80-81
34- خسرو 106- 129
35- قرنا مسفط 117
36- اولغاش الثاني 77- 146 
37- متريدات الرابع 129- 147
38-اولغاش الثالث 147-191
39- اولغاش الرابع 191- 208
40- اولغاش الخامس 208- 222
41-ارطبان الخامس. قضى عليه اردشير الأول الساساني 213- 227
42- ارطفاسد 226

## الساسانيون 226- 637 م
43 ملكا حكموا في العراق 423 سنة ( 226 – 637 م ) وهم: - 
اسم الملك زمن حكمه م
1- بابيك ملك فارس -
2- سابور ملك فارس -
3- اردشير الأول (ملك الملوك) قضى على ارطبان الخامس الفرثي 226- 241
4-سابور (الجند) الأول فتح مدينة الحضر في نحو عام ( 270 م ) أو عام (250م) 241-272 ويرجع انه شيد ايوان كسرى الشهير 
5- هرمز الأول (البطل) 272-273
6- بهرام الأول 273-276
7- بهرام الثاني (كور) 276- 293 
8- بهرام الثالث 293
9- ثرسي (نرساي) 293-302
10-هرمز الثاني 302-310
11-ادر ترسي 310
12-سابور الثاني (ذو الاكتاف) 310-379
13- اردشير الثاني (جميل) 379- 383
14-سابور الثالث 383- 388
15-بهرام الرابع 388- 399
16- يزدجرد الأول 399- 420
17- كسرى 420
18- بهرام الخامس (جور) 420-438 
19- يزدجرد الثاني 438- 457 
20-هرمز الثالث 457-459
21- فيروز الأول 459-484
22- بلاس 484-488
23-قباذ الأول 488-496
24- جاماسب 496-498
25- قباذ الأول (يحكم للمرة الثانية) 498- 531
26- كسرى الأول (انو شروان) جدد بناء طاق كسرى 531- 579
27- هرمز الرابع 579-590
28- كسرى الثاني (ابرويز) 590- 628
29- بهرام السادس 590- 596
30- بستام 590 
31- قباذ الثاني (شيرويه الخشوم) 628
32-اردشير الثالث 628-630
33- براز 630
34- كسرى الثالث 630
35-بوفانشير 630
36- بوران 630-632
37-جوشنسبند 632
38-ازار ميدوخ 632
39-هرمز الخامس 632
40- كسرى الرابع 632
41-فيروز الثاني 632
42- كسرى الخامس 632
43- يزدجرد الثالث في العراق 632-637
في إيران - 651

## العرب والإسلام

### الخلفاء الراشدون 11-40 هـ / 632- 661 م
اسم الخليفة زمن حكمه هـ زمن حكمه م 
(71)
1- عمر فتح الحيرة في العراق ( 12 هـ / 633 م ) 11-13 632- 634
2- عمر بن الخطاب واقعة القادسية 13- 23 634-644 وفتح المدائن ( 16 هـ / 637 م ) 
3- عثمان بن عفان 23- 35 644- 656
4- علي بن أبي طالب في العراق (الكوفة) 35-40 656- 661

### الخلفاء الأمويون 41- 132هـ / 661 – 750 م
اسم الخليفة زمن حكمه هـ زمن حكمه م
1- معاوية بن أبي سفيان 41-60 661-680
2- يزيد بن معاوية 60-64 680- 683
3- معاوية بن يزيد (الثاني) 64 683
4- مروان بن الحكم 64-65 683-685
5- عبد الملك بن مروان 65- 86 685- 705
بنى الحجاج بن يوسف الثقفي مدينة واسط 
في العراق سنة ( 83 هـ / 703 م ) 
6- الوليد بن عبد الملك 86- 96 705 – 715
7- سليمان بن عبد الملك 96-99 715-717
8- عمر بن عبد العزيز 99-101 718-720 
9- يزيد بن عبد الملك (الثاني) 101-105 720-724
10- هشام بن عبد الملك 105- 125 724-743
11- الوليد بن يزيد (الثاني) 125-126 743-744
12- يزيد بن الوليد (الثالث) 126 744
13- إبراهيم بن الوليد 126- 127 744- 745
14- مروان بن محمد (الثاني) 127- 132 745- 750 

### الخلفاء العباسيون 132- 656 هـ / 750 – 1258 م
اسم الخليفة زمن حكمه هـ زمن حكمه م 
1-أبو العباس عبد الله السفاح بن محمد 132- 136 750- 754
2- أبو جعفر عبد الله المنصور بن محمد 136- 158 754-775
بناء بغداد المدينة المدورة ( 145هـ / 762 م ) 
3- أبو عبد الله محمد المهدي بن المنصور 158- 169 775- 785
4- أبو محمد موسى الهادي بن المهدي 169- 170 785- 786 
5- أبو جعفر هارون الرشيد بن المهدي 170- 193 786- 809 
6- أبو موسى محمد الامين بن الرشيد 193- 198 809 – 813 
7- أبو جعفر عبد الله المأمون بن الرشيد 198- 218 813- 833
8- أبو اسحق محمد المعتصم بالله بن الرشيد 218- 227 833- 842
شيد مدينة سامراء ( 221 هـ / 836 م ) 
9- أبو جعفر هارون الواثق بالله بن المعتصم 227- 232 842- 847 
10- أبو الفضل جعفر امتوكل على الله بن المعتصم 232- 247 847- 861
11- أبو جعفر محمد المنتصر بالله بن المتوكل 247- 248 861-862 
12- أبو العباس أحمد المستعين بالله بن محمد بن المعتصم 248- 252 862- 866
13- أبو عبد الله محمد المعتز بالله بن المتوكل 252- 255 866-869 
14- أبو اسحق محمد المهتدي بالله بن الواثق 255- 256 869- 870 
15- أبو العباس أحمد المعتمد على الله بن المتوكل 256- 279 870- 892 
عودة الخلافة إلى بغداد ( 276 هـ / 889 م ) 
16- أبو العباس أحمد المعتضد بالله بن الموافق بن المتوكل 279- 289 892- 902 
17- أبو محمد علي المكتفي بالله بن المعتضد 289- 295 902- 908 
شيد جامع الخلفاء 
18- أبو الفضل المقتدر بالله بن المعتضد 295-320 908- 932 
19- أبو المنصور محمد القاهر بالله بن المعتضد 320- 322 932- 934
حكم في الموصل بنو حمدان 
20- أبو العباس أحمد الراضي بالله بن المقتدر 322- 329 934- 940 
21- أبو اسحق إبراهيم المتقي بالله بن المقتدر 329- 333 940- 944
22- أبو القاسم عبد الله المستكفي بالله بن المكتفي 333- 334 944-946
حكم البويهيون في العراق ( 334- 467 هـ / 946- 1075 ) 
23- أبو القاسم الفضل المطيع لله بن المقتدر 334-363 946- 974
24- أبو الفضل عبد الكريم الطائع لله بن المطيع 363- 381 974-991
25- أبو العباس أحمد القادر بالله بن اسحق بن المقتدر 381- 422 991- 1031
26- أبو جعفر عبد الله القائم بأمر الله بن القادر 422- 467 1031-1075
27- أبو القاسم عبد الله عدة الدين المقتدي بأمر الله 467- 487 1075- 1094
بن محمد بن القائم 
حكم السلاجقة في العراق ( 467 – 575 هـ / 1075 – 1180 م ) 
28- أبو العباس أحمد المستظهر بالله بن المقتدي 487- 512 1094 – 1118 
29- أبو المنصور الفضل المسترشد بالله بن المستظهر 512- 529 1118-1135 
شيد الباب الوسطاني من السور الشرقي لبغداد
30- أبو جعفر المنصور الراشد بن المسترشد 529- 530 1135- 1136 
31- أبو عبد الله محمد المقتفي لأمر الله بن المستظهر 530- 555 1136- 1160 
32- أبو المظفر يوسف المستنجد بالله بن المقتفي 555- 566 1160- 1170 
33- أبو محمد الحسن المستضيء بأمر الله بت المستنجد 566- 575 1170 – 1180 
34- أبو العباس أحمد الناصر لدين الله بن المستضيء 575- 622 1180- 1225
شيد أبنية كثيرة في بغداد منها القصر العباسي 
35- أبو نصر محمد الظاهر بأمر الله بن الناصر 622- 623 1225-1226
36- أبو جعفر المنصور المستنصر بالله بن الظاهر 623- 640 1226- 1242
بناء المدرسة المستنصرية ( 631 هـ / 1232 م ) 
37- أبو أحمد عبد الله المستعصم بالله بن المستنصر 640- 656 1226- 1258 

## استيلاء هولاكو المغولي على بغداد وتخريبها
في ( 4 صفر 656 هـ / 20 شباط 1258 م ) ونهاية عهد الخلافة العباسية في العراق. 

### الملوك الاتابكيون
في ولاية الموصل 
520- 660 هـ / 1126 – 1261 م 
أثناء حكم السلاجقة في العراق في عهد الخلفاء العباسيين حكم في الموصل ملوك من الاتابكة الاتراك خاضعون في أغلب الأحيان للخلافة العباسية وهم: 
1- عماد الدين زنكي (أتابك) ابن المملوك الحاجب 520-541 1126-1146
2- سيف الدين غازي بن عماد الدين زنكي 541-544 1146-1149
3- قطب الدين مودود بن عماد الدين 544-565 1149-1169
4- سيف الدين غازي بن قطب الدين 565- 576 1169-1180
5- عز الدين مسعود بن قطب الدين مودود 576-589 1180- 1193
6- نور الدين ارسلان شاه بن عز الدين مسعود 589- 607 1193-1210
7- القاهر عز الدين مسعود بن نور الدين ارسلان 607-615 1210-1218
- نور الدين وناصر الدين 615- 631 1218-1234
8- بدر الدين لؤلؤ وفي زمنه دخل هولاكو بغداد 631- 656 1234- 1258
9- ركن الدين إسماعيل 657- 660 1258- 1261
ويتأسيس الدولة الايلخانية انتهى حكم الانابكة. 

### الدولة الايلخانية
656- 738 هـ / 1258 – 1338
اسم الملك زمن حكمه هـ زمن حكمه م 
1- هولاكو بن تولى خان الايلخاني (في إيران) 656- 663 1258 – 1265 
احتل بغداد في ( 4 صفر 656 هـ / 20 شباط 1258 م ) 
وقضى على الخلافة العباسية 
2- اباقا خان بن هولاكو 663- 681 1265-1282
عين عامله علاء الدين الجويني واليا على العراق 
جدد بناء منارة سوق الغزل ( 678 هـ / 1279 م ) 
3- تكودار خان بن اباقا خان 681- 683 1282- 1284
أسلم وسمى نفسه السلطان أحمد خان 
4- آرغون خان بن اباقا خان 683 -690 1284-1291
5- كيخاتو خان بن اباقا خان 690-694 1291-1295
6-بايدو خان حفيد هولا 694 1295
7-غازان محمود بن آرغون 694- 703 1295- 1303
أسلم هو وجنوده 
8- نيقولاوس الجايتوبن آرغون خان (محمد حدا بنده) 703-716 1303-1316
9-أبو سعيد بهادر خان 716- 736 1316- 1335
10-أربا خان – موسى 737 1335
وانتهى حكم الايلخانيين بانتصار الشيخ حسن الجلايري.

### الدولة الجلايرية
738-813 هـ / 1338 – 1410 م 
اسم السلطان زمن حكمه هـ زمن حكمه م 
1- الشيخ تاج الدين حسن الجلايري 738-757 1338- 1356
فتح بغداد سنة ( 738 هـ /1338 م ) وقضى على الدولة الايلخانية 
2- السلطان الشيخ معز الدين أويس بن الشيخ 757- 776 1356- 1374
حسن الجلايري (بهادر خان) 
عين مملوكه أمين الدين مرجان واليا على العراق وهو الذي 
شيد المدرسة المرجانية وخان مرجان في بغداد ( 760 هـ / 1359 م ) 
3- السلطان جلال الدين حسين بن معز الدين أويس 776-784 1374-1382 
4- السلطان أحمد بن معز الدين أويس 784- 813 1382-1410
وأخيرا قضى قره يوسف التركماني على الدولة الجلايرية. 

### دولتا الخروف الاسود والخروف الابيض
قره قوينلو وآق قوينلو 
813- 914 هـ / 1410- 1508
اسم السلطان زمن حكمه هـ زمن حكمه م 
1-قره محمد قورموش بن بيرم خواجه 780- 1378-
في أذربيجان وتبريز
2- قره يوسف التركماني 813-823 1410-1420
في العراق أسس دولة الخرف الأسود
3-محمد بن قره يوسف 823- 837 1420-1433
4- اسبان بن قرة يوسف 837 -848 1433- 1444
5-جهان شاه بن قره يوسف 848- 872 1444-1467
6- حسن علي بن جهان شاه 872-873 1467-1468
7- السلطان حسن الطويل التركماني 874-882 1470-1477
(في ديار بكر) أقام دولة الخروف الأبيض
8- حسين بن الطويل 882-905 1477- 1499
9- مراد بك حفيد حسين بن الطويل 905-914 1499- 1508
تنازع أولاد مراد بك على الملك وانتهز الشاه إسماعيل الصفوي هذه الفرصة وفتح بغداد وقضى على الدولة التركمانية. 

### الدولة الصفوية
914- 941 هـ / 1508 – 1534 م 
اسم السلطان زمن حكمه هـ زمن حكمه م 
1- إسماعيل بن جنيد بن الشيخ صفي الدين 914-930 1508- 1523
الاردبيلي (في إيران) وجكم العراق. 
2-طهماسب الأول ابن إسماعيل 930-941 1523- 1534
فتح سليمان القانوني بغداد سنة ( 941هـ/ 1534م) 
3- الشاه عباس الصفوي حكم العراق 1033-1039 1623- 1629
4- الشاه صفي خان حفيد عباس الصفوي 1039-1040 1629-1631
جهز السلطان مراد جيشا كبيرا سار به نحو الموصل وفتحها ودخل بعد ذلك بغداد سنة ( 1049هـ / 1639م) فأسس العهد العثماني الثاني. 

### الدولة العثمانية
699-1342هـ / 1270- 1923 م 
في العراق 1049-1335 هـ /1639- 1917 م 
1- عثمان غازي بن ارطغرل 699-726 1270- 1326
2- ارخان غازي بن عثمان 726-761 1326- 1359
3- مراد خداوند كار بن ارخان (الأول) 761- 792 1359-1389
4- بايزيد يلدرم بن مراد (الأول) 792- 805 1389-1402
5- محمد جلبي بن بايزيد (الأول) 805- 824 1402- 1421
6- مراد قوجه بن محمد (الثاني) 824- 855 1421-1451
7- محمد الفاتح بن مراد (الثاني) فتح القسطنطينية 855- 886 1451 – 1481
8- بايزيد ولي بن محمد (الثاني) 886- 918 1481- 1512
9- سليم الأول ياوز بن بايزيد 918- 926 1512- 1519
10- سليمان القانوني بن سليم (الأول) 926- 974 1519-1566
فتح بغداد سنة ( 941 هـ / 1534 م ) 
11- سليم بن سليمان (الثاني) 974- 982 1566- 1574 
12- مراد بن سليم (الثالث) 982-1003 1574 1594
13- محمد بن مراد (الثالث) 1003- 1012 1594- 1603 
14- أحمد بن محمد (الأول) 1012- 1026 1603- 1617
15- مصطفى بن محمد (الأول) 1026-1027 1617-1618
16- عثمان بن أحمد (الثاني) 1027- 1032 1618- 1622
17- مراد غازي بن أحمد (الثاني) 1032-1049 1622- 1639
فتح بغداد سنة ( 1049هـ/ 1639 م ) 
18- إبراهيم بن أحمد 1049- 1058 1639-1648
19-محمد وجي بن إبراهيم (الرابع) 1058-1099 1648-1687
20- سليمان بن إبراهيم (الثاني) 1099-1102 1687- 1690
21- أحمد بن إبراهيم (الثاني) 1102- 1106 1690-1694 
22- مصطفى بن محمد (الثاني) 1106- 1115 1694- 1703
23- أحمد بن محمد (الثالث) 1115-1143 1703-1730
24- محمود بن مصطفى (الأول) 1143-1168 1730-1754
حكم المماليك في العراق ( 1165- 1247 هـ / 1751-1831 م )
25- عثمان بن مصطفى (الثالث) 1168- 1171 1754- 1757
26- مصطفى بن أحمد (الثالث) 1171- 1187 1757- 1773
27- عبد الحميد بن أحمد (الأول) 1187-1203 1773- 1788
28- سليم بن مصطفى (الثالث) 1203-1222 1788-1807
29- مصطفى بن عبد الحميد (الرابع) 1222-1223 1807-1808
30- محمود بن عبد الحميد (الثاني) 1223- 1255 1808-1839
31- عبد المجيد بن محمود (الأول) 1255-1277 1839-1860 
32-عبد العزيز بن محمود 1277-1293 1860-1876
مدحت باشا والي بغداد ( 1285-1289 هـ / 1869 – 1872 م ) 
33- مراد بن عبد المجيد (الخامس) 1293 1876
34- عبد الحميد بن عبد المجيد (الثاني) 1293- 1327 1876- 1909
ناظم باشا والي بغداد ( 1317 هـ / 1910 م ) 
35- محمد رشاد بن عبد المجيد (الخامس) 1327- 1336 1909- 1917 الحرب العالمية الاولى ( 1914- 1918 م ) دخل الجيش البريطاني بغداد في 11 آذار 1917
36- محمد وحيد الدين بن عبد المجيد (السادس) 1336- 1341 1917- 1922
37- عبد المجيد بن عبد العزيز (الثاني) 1341- 1342 1922- 1923

## العصر الحديث
وتشكلت أول حكومة عراقية في 18 ذي الحجة 1339 للهجرة الموافق 23 آب سنة 1921 للميلاد.
عبد الرحمن النقيب 1920-1921م
الملك فيصل الأول 1921-1933م
الملك غازي الأول 1933-1939م
الملك فيصل الثاني 1939-1958م
عبد الإله بن علي 1939-1958م
الشريف شرف 10/4 _ 31/6/1941م
محمد نجيب الربيعي 1958-1963م
عبد الكريم قاسم 1958-1963م
عبد السلام عارف 1963-1966م
عبد الرحمن عارف 1966-1968م
أحمد حسن البكر 1968-1979م
صدام حسين 1979م _ 2003 م
الجنرال جاي مونتغمري كارنر فترة قليلة من عام 2003 
السفير بول بريمر 
الشيخ غازي عجيل الياور
جلال الطالباني
فؤاد معصوم
برهم صالح
عبد اللطيف رشيد